# Raydon
Raydon ist ein Dorf und eine Verwaltungseinheit im District Babergh in der Grafschaft Suffolk, England. Raydon ist 13,3 km von Ipswich entfernt. Im Jahr 2022 hatte es eine Bevölkerung von 542. Raydon wurde 1086 im Domesday Book als Reinduna/Reindune/Rienduna erwähnt.